# Frémicourt
Frémicourt is een gemeente in het Franse departement Pas-de-Calais (regio Hauts-de-France) en telt 285 inwoners (1999). De plaats maakt deel uit van het arrondissement Arras. Het dorp was destijds een heerlijkheid welke in 1677 toebehoorde aan jonker Silvester Pardo.

## Geografie
De oppervlakte van Frémicourt bedraagt 5,6 km², de bevolkingsdichtheid is 50,9 inwoners per km².
De onderstaande kaart toont de ligging van Frémicourt met de belangrijkste infrastructuur en aangrenzende gemeenten.

## Demografie
Onderstaande figuur toont het verloop van het inwonertal (bron: INSEE-tellingen).